# 592 (číslo)
Pět set devadesát dva je přirozené číslo. Následuje po čísle pět set devadesát jedna a předchází číslu pět set devadesát tři. Římskými číslicemi se zapisuje DXCII a řeckými číslicemi φϟβ.

## Matematika
592 je:
- Deficientní číslo
- Složené číslo
- Nešťastné číslo

## Astronomie
- (592) Bathseba je planetka hlavního pásu, kterou objevil v roce 1906 Max Wolf

## Komunikace
- +592 je mezinárodní telefonní předvolba Guyany

## Roky
- 592
- 592 př. n. l.